# Honning (band)
 For alternative betydninger, se Honning (flertydig). (Se også artikler, som begynder med Honning)
Honning er et dansk punk/rock orkester, der udmærker sig ved spektakulære danske tekster og et sceneshow, der ofte er ud over det sædvanlige. Blandt andet har de flere år i træk optrådt nøgne ved på Skanderborgfestivalens Ram jam-scene.

## Numre
- Tonajt
- Røvbalde Kenny
- Fladfiske Rascisme
- Fars
- Lækker
- Mexico
- Busser i din joint
- Vand
- Ry ry ry
- Desmond Tutu
- Røven og pikken